# 22405 Gavioliremo
22405 Gavioliremo è un asteroide della fascia principale. Scoperto nel 1995, presenta un'orbita caratterizzata da un semiasse maggiore pari a 2,2904470 UA e da un'eccentricità di 0,1791785, inclinata di 4,83165° rispetto all'eclittica.